# Märkdata

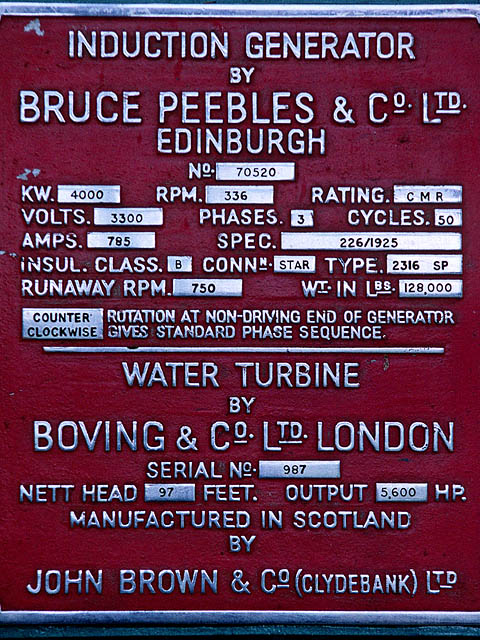
Märkdata på en generator.

Märkdata är för en elektrisk produkt beskrivning under vilken spänning produkten är avsedd att användas samt strömförbrukningen vid den spänningen. Detta anges oftast med en skylt som sitter på produkten, till exempel 230 volt och 3 ampere. Märkdatan är relaterad till effekten för produkten, som mäts i watt. 